# 倉田朱里
倉田 朱里（くらた しゅり、2000年11月22日 - ）は、日本の女子バレーボール選手である。

## 来歴
東京都荒川区出身。
2016年、駿台学園高等学校に進学。2017年、U-18日本代表に選出され、アジアユース選手権(U-18)に出場し、日本代表の優勝に貢献。2019年、筑波大学に進学。2022/23シーズン、V.LEAGUE DIVISION1 WOMEN（V1女子）に所属する日立Astemoリヴァーレの内定選手となった。内定選手としてV1女子の試合に出場し、Vリーグデビューを果たした。
2023年、大学卒業後に、日立Astemoリヴァーレに入団した。

## 球歴
- U-18日本代表
  - アジアユース選手権(U-18) - 2017年

## 所属チーム
- 瑞光バレーボールクラブ（-2013年）
- 駿台学園中学校（2013-2016年）
- 駿台学園高等学校（2016-2019年）
- 筑波大学（2019-2023年）
- 日立Astemoリヴァーレ/Astemoリヴァーレ茨城（2023年-）